# Храсталачна шипка
 Храсталачната шипка (Rosa corymbifera) е вид растение от род Рози (Rosa) в семейство Розови (Rosaceae). Видът е родом от Европа. Растението е включено в списъка на лечебните растения съгласно Закона за лечебните растения.

## Описание
Храсталачната шипка е широколистен храст, който достига височина от 2 до 3 метра. Шипчетата са силни, с форма на кукички и обикновено по-дълги от широката основа.
Алтернативно подредените листа са с пет до девет близко разположени листчета. Листчетата са тънки и с дължина от 2,5 до 4 см, яйцевидни до елипсовидни с тъп горен край, с просто назъбване, най-често мъхести от двете страни, най-малко от долната страна по нервите.
Цъфтят през юни.
Зрелите плодове са оранжево-червени и с дължина от 1,5 до 2 см, яйцевидни или сферични и предимно гладки.
Броят на хромозомите е 2n = 35.
Разпространение
Храсталачната шипка е евразийско-субоокеанско до субсредиземноморско растение. Ареалът ѝ приблизително съвпада с този на обикновената шипка, но като цяло е по-рядко срещана. Расте и по слънчевите склонове на Алпите до високото планинско ниво.
Вирее най-добре върху богата на хранителни вещества, варовита или поне не силно киселинна почва, която трябва да е каменисто-глинеста. Предпочита топли места. Расте в храсталаци с други растения и в покрайнините на тропични и субтропични сухи гори.

## Систематика
Материали за храсталачната шипка са публикувани за първи път през 1790 г. от Мориц Балтазар Боркхаузен.
Rosa corymbifera принадлежи към секцията Caninae в род Rosa.
- Rosa corymbifera подв. corymbifera
- Rosa corymbifera подв. deseglisei